# Hwahwatl
Hwahwatl (Qwā´qwatl), maleno salishan pleme šire skupine Pentlatch, koje je živjelo na rijeci Englishman na otoku Vancouver, Kanada. Govorili su dijalektom jezika puntlatsh kao i plemena Pentlatch i Saamen.